# Arteaga kommun, Coahuila
Arteaga är en kommun i Mexiko.   Den ligger i delstaten Coahuila, i den centrala delen av landet, 700 km norr om huvudstaden Mexico City. Arean är 1 819 kvadratkilometer.
Terrängen i Arteaga är bergig åt nordost, men åt sydväst är den kuperad.
Följande samhällen finns i Arteaga:
- Arteaga
- El Tunal
- Los Lirios
- Cuatro de Octubre
- Artesillas
- San Juan de los Dolores
- Jame
- La Presa
- Los Quelites
- Piedra Blanca